# 開魯戰鬥
開魯戰鬥發生於1933年2月11－24日，地點則是在中國熱河開魯一帶。是抗日戰爭初期的主要戰鬥之一，交戰一方為守軍之國民革命軍，另一方則為日軍。最後，崔新吾率領的中國守軍失守後，退至天山，而日軍北路獲勝，並於24日佔領開魯。